# Thermalisation
La thermalisation est un processus observé en physique.
D'une façon générale, la notion de température est liée à celle d'équilibre thermodynamique, sachant que les systèmes que l'on considère dans tous les domaines sont plus ou moins en déséquilibre.
Si, pour une raison quelconque (naturelle ou non), un système présente un déséquilibre local par rapport au reste, l'ensemble va évoluer vers un retour vers un autre équilibre, qui peut s'avérer très proche de l'équilibre primitif si la quantité d'énergie introduite lors de l'événement est très faible par rapport à l'énergie thermique du système dans son entier.

## Physique-chimie
En physique-chimie en particulier, l'on rencontre très souvent des petites quantités de matière, ou de volumes (que l'on appellera dans ce qui suit les « particules ») qui sont mis brutalement dans des conditions très différentes du reste de leur environnement. On assiste alors à une évolution ramenant ces particules à un équilibre thermodynamique avec le reste. Il s'agit d'une thermalisation.

## Nucléaire
Le phénomène de thermalisation des neutrons en est un exemple typique. Dans une réaction de fission, par exemple de l'uranium 235, quelques neutrons rapides sont produits, dont les énergies cinétiques (plusieurs MeV) sont beaucoup plus grandes que les énergies cinétiques associées à la température T de l'environnement. La thermalisation va alors s'effectuer par des chocs successifs entre les neutrons et les noyaux qu'ils rencontrent. Lorsque l'on étudie les effets des chocs successifs (qu'ils soient élastiques ou non), on s'aperçoit que les neutrons perdent assez rapidement leur énergie cinétique pour se stabiliser à des énergies cinétiques compatibles avec la statistique associée à la température T.
En ce qui concerne les centrales nucléaires existantes, la recherche de l'obtention de neutrons lents (susceptibles d'induire de nouvelles réactions de fission) est primordiale. Ceci indique l'intérêt du phénomène de thermalisation.
C'est en particulier le rôle des modérateurs, éléments légers, non susceptibles d'absorber les neutrons. Dans une centrale, les noyaux des modérateurs sont à la température du réacteur, et les chocs qu'ils subissent lors d'une rencontre avec les neutrons rapides provoquent un échange d'impulsion qui va considérablement ralentir les neutrons, même en cas de choc élastique.